# Eugenia obscura
Eugenia obscura är en myrtenväxtart som först beskrevs av John Lindley, och fick sitt nu gällande namn av Dc.. Eugenia obscura ingår i släktet Eugenia och familjen myrtenväxter. Inga underarter finns listade i Catalogue of Life.